# Mail (Parigi)
Mail è il 7º quartiere amministrativo di Parigi, situato nel II arrondissement. Qui si trova la Place des Victoires.

## Demografia
Evoluzione della popolazione del quartiere:
| Anno (del censimento) | Popolazione | Densità (ab. per km²) | Crescita dall'ultimo censimento |
| --------------------- | ----------- | --------------------- | ------------------------------- |
| 1860                  | 26 812      |                       |                                 |
| 1954                  | 11 919      |                       |                                 |
| 1962                  | 11 345      |                       |                                 |
| 1968                  | 9 983       |                       |                                 |
| 1975                  | 7 710       |                       |                                 |
| 1982                  | 6 492       |                       |                                 |
| 1990                  | 6 377       |                       | -1,8 %                          |
| 1999                  | 5 783       |                       | -9,3 %                          |